# 法國—馬達加斯加戰爭
法國—馬達加斯加戰爭是1883年至1896年间法兰西第三共和国與伊默里纳王国之間爆發的衝突，最終伊默里纳王国被推翻，马达加斯加成为法国殖民地（法屬馬達加斯加）。